# Urassaya Sperbund
Urassaya Sperbund (en Thaï : อุรัสยา เสปอร์บันด์), également surnommée Yaya ( ชื่อเล่น : ญาญ่า), née le 18 mars 1993 est une actrice et mannequin thaïlandaise.
Elle est notamment connue pour ses rôles dans les séries télévisées Duang Jai Akkanee, Game Rai Game Ruk, Leh Lub Salub Rang, Kluen Cheewit et Likhid Ruk (The Crown Princess).

## Biographie

### Enfance et Éducation
Urassaya Sperbund, aussi surnommée "Yaya", est née le 18 mars 1993 à Pattaya, Thaïlande. D'origine norvégienne du côté de son père, Sigood Sperbund, et thaïlandaise du côté de sa mère, Urai Sperbund, elle a une sœur aînée, Catreeya Sperbund, avec qui elle est très proche. Elle a deux demi-frères du côté de son père qui habitent en Norvège.
Elle parle couramment le thaï et l'anglais, et elle possède des notions en norvégien, français et espagnol.
Urassaya Sperbund a étudié à Regents International School Pattaya, et a par la suite déménagé dans la capitale où elle a intégré le lycée Bangkok Pattana School. En 2015, elle sort diplômée de l'une des plus prestigieuses universités du pays, l'Université Chulalongkorn (Faculté des Arts).

### Carrière
Sa vie a changé lorsqu'elle a rencontré Sombasorn Tirasaroj qui lui a proposé de devenir mannequin en 2008. Elle a ensuite commencé à faire des défilés et des photos. Sa carrière en tant qu'actrice a commencé grâce à un dirigeant de la chaîne télévisée Ch3 qui l'a appelée pour passer une audition. Elle a obtenu son premier rôle principal dans Kularb Rai Narm où elle a joué aux côtés des célèbres acteurs tels que Ploy Chermarn Boonyasak et Rome Patchata Nampan. Mais le drama qui l'a rendue populaire est Duang Jai Akkanee où elle joue aux côtés de Nadech Kugimiya. Les fans la décrivent souvent comme une personne souriante, sympathique, humble et à la fois ambitieuse, ce qui fait d'elle l'une des célébrités les plus appréciées de Thaïlande.

### Succès
- C'est l'une des 10 actrices les mieux payées de Thaïlande.
- Yaya est la première actrice thaïlandaise à recevoir le titre d'Amie de Louis Vuitton (Friend of Louis Vuitton).

### Vie privée
Urassaya Sperbund a joué dans plusieurs séries télévisées notamment avec l'acteur Nadech Kugimiya qu'elle considère comme son "meilleur ami" et "confident".
Au fil des années, leur relation a commencé à se dévoiler et c'est lors du concert de Nadech, The Real Nadech Concert, au mois de mai 2018, qu'ils annoncent qu'ils sont officiellement en couple. De même, des vidéos et photos des deux acteurs se baladant main dans la main, ou encore en train de pique-niquer à Paris, ont fait le tour des réseaux sociaux. Une photo du couple sur un vélo à Paris, publiée sur le compte instagram officiel de l'actrice, a même été likée par plus d'1 million de personnes. Yaya adore que ses vêtements soient assortis avec ceux de Nadech, elle annoncera même aux journalistes qu'il lui arrive de préparer la valise de son petit copain lorsqu'ils partent en voyage.
Très proche de sa famille, sa mère l'accompagne souvent à ses événements avec parfois sa sœur aînée Catreeya, lorsque celle-ci vient lui rendre visite en Thaïlande.

## Filmographie

### Séries télévisées
- 2008 : Peun see Long Hon (Som) avec Tah Warit Tipgomut
- 2010 : Kularb Rai Narm (Nucharee) avec Rome Patchata Nampan
- 2010 : Duang Jai Akkanee - 4 Hua Jai Haeng Khoon Khao (Ajjima Potsawat/Jeed) avec Nadech Kugimiya
- 2011 : Tawan Deard (Phet Roong) avec Mark Prin Suparat
- 2011 : Game Rai Game Ruk (Fahlada/ Nang Fah) avec Nadech Kugimiya
- 2012 : Torranee Ni Nee Krai Krong (Darunee) avec Nadech Kugimiya
- 2013 : Maya Tawan (Mattana) avec Aum Atichart Chumnanon
- 2013 : Dao Ruang (Ruang) avec Por Tridsadee Sahawong
- 2014 : Roy Ruk Hak Liam Tawan (Mayumi) avec Nadech Kugimiya
- 2014 : Roy Fun Tawan Deard (Mayumi) avec Nadech Kugimiya
- 2015 : Neung Nai Suang (Hatairach/Poom) avec James Jirayu Tangsrisuk
- 2017 : Kleun Cheewit (Jeerawat/Jee) avec Mark Prin Suparat
- 2017 : Leh Lub Salub Rang (Petra Pawadee) avec Nadech Kugimiya
- 2018 : Likhit Ruk (Likit Ruk / ลิขิตรัก), ou The Crown Princess (Princess Alice Madeleine Theresa Phillips) avec Nadech Kugimiya[4]
- 2019 : Klin Kasalong avec James Ma
- 2022 : Bad Romeo
- 2022 : Le Sauvetage de l'impossible (Thai cave rescue)

### Longs métrages
- 2018 :  Nakee 2 (นาคี ๒)[5] avec Ken Phupoom, Nadech Kugimiya et Natapohn Tameeruks[6]
- 2018 : Brother & Sister avec Sunny Suwanmetanon et Nichkhun Horvejkul
- 2022 : Fast and Feel Love de Nawapol Thamrongrattanarit : Jay

## Publicités
- Genie Young Care Cologne (2007)
- Lipton Ice Tea (2011)
- Mistine Cat Eyes Stardust Eyeliner (2011)
- 12Plus Sexy Cologne with Super Junior (2011)
- Foremost 24hr (2011)
- Pond's (2011-2016)
- Honda Brio avec Mark Prin Suparat (2011)
- Lay's avec Nadech Kugimiya (2011-2017)
- Mistine Angel BB Powder avec Nadech Kugimiya (2011)
- Yum Yum Instant Noodle avec Nadech Kugimiya (2011-2017)
- Fitne Choco (2012)
- Laurier Super Ultra Slim (2012-aujourd'hui)
- TrueMove H avec Nadech Kugimiya (2012-aujourd'hui)
- 12Plus Summer in France (2013)
- Solvil et Titus avec Nadech Kugimiya (2013)
- Magnum (2013)
- Dentyne (2013)
- Uniqlo (2013)
- Panasonic (2013-2016)
- Pantene (2013-aujourd'hui)
- BRANDS BirdsNest (2014-aujourd'hui)
- Shokubutsu Monogatari (2015-aujourd'hui)
- Honda MOOVE14 (2015)
- Pretty Lense (2015-2018)
- Maybelline New York (2015-aujourd'hui)
- Whizdom Condominium (2015-aujourd'hui)
- Bangkok Airways (2015-aujourd'hui)
- Yoyo Jelly (2015-aujourd'hui)
- Yum Yum Me Plus (2016)
- Yum Yum Seafood (2016)
- Misty Myxn (2016)
- 7-Eleven with Nadech Kugimiya (2016-aujourd'hui)
- My Signature Collection Perfume - Cute Press (2016-aujourd'hui)
- Party Dairy (2017)
- Louis Vuitton Tambour Horizon Connected Watch (2017)
- Shopee avec Nadech Kugimiya (2017)
- OPPO F5 avec Nadech Kugimiya (2017)
- Bakamol (2017)
- Watson Thailand (2017)
- Tea Pot Sweetened Condensed Milk (2018)
- OPPO F7 (2018)
- Toyota Yaris (2019)
- Nivea Deodorant : Power of Hokkaido Rose Serum (2019)
- Sparkle White (2019)